# ジャスミン (ディズニーキャラクター)
- アラジン (1992年の映画) > ジャスミン (ディズニーキャラクター)
- ディズニープリンセス > ジャスミン (ディズニーキャラクター)

ジャスミン（Jasmine）は、ウォルト・ディズニー・ピクチャーズのアニメーション映画『アラジン』（1992年）に登場する架空のキャラクター。リンダ・ラーキンが声優を務め、レア・サロンガが歌唱部分を担当した。ジャスミンはサルタンの娘で、宮殿での窮屈な生活に嫌気がさしていた。ジャスミンは次の誕生日までに王子と結婚しなければならないという昔からの掟に抗い、身分にかかわらず自分が愛する男性と結婚しようと決意する。
脚本家兼監督のロン・クレメンツとジョン・マスカー、共同脚本家のテッド・エリオットとテリー・ロッシオは、『千夜一夜物語』の『アラジンと魔法のランプ』に登場する王女バドルバドゥールをモデルにしてジャスミンを制作した。当初は甘やかされた物質主義的な王女として構想されていたが、脚本家たちはロマンティック・コメディ『ローマの休日』（1953年）のストーリー要素を取り入れて、ジャスミンをより強く、より目立つヒロインに書き直した。アニメーションを担当したマーク・ヘンは、テーマパークで見かけた一般の入園者、ヘンの実の妹、女優のジェニファー・コネリーなど、ユニークな情報源からさまざまな要素を組み合わせてジャスミンをデザインした。リンダ・ラーキンは演技力を買われてキャスティングされたため歌唱力に難があり、その部分をミュージカル女優レア・サロンガが補うことになった。この前代未聞のキャスティングにより、ジャスミンは台詞と歌唱を別の女優が担当する初のディズニープリンセスとなった。ラーキンとサロンガはともに、この役への貢献が認められ、ディズニー・レジェンドに選ばれている。
ジャスミンは好意的に評価されたが批判も受けた。『リトル・マーメイド』（1989年）のアリエルや『美女と野獣』（1991年）のベルと比較すると、ジャスミンの作中での成長はあまり高く評価されなかった。一方でジャスミンの性格やアラジンとの関係性は好評だった。6人目のディズニープリンセスであり、同フランチャイズ初の非ヨーロッパ系プリンセスである。そのため、ディズニーのプリンセスというジャンルに人種の多様性を導入したキャラクターとして評価されている。ディズニープリンセスの多くとは異なり、ジャスミンは自身の作品では脇役で、主役のアラジンが恋する相手という二次的な役割を担っている。ジャスミンはその後、『アラジン』の続編『アラジン ジャファーの逆襲』（1994年）や『アラジン完結編 盗賊王の伝説』（1996年）、テレビシリーズ『アラジンの大冒険』、ブロードウェイでのミュージカル化作品にも出演している。1992年の原作を2019年に実写化した映画では、ナオミ・スコットが現代的にリメイクされたジャスミンを演じた。

## 制作

### 着想と脚本における役割
ジャスミンは、中東の民話集『千夜一夜物語』に登場する王女に基づいている。作詞家のハワード・アッシュマンと作曲家のアラン・メンケンは、『リトル・マーメイド』（1989年）の作曲中に『アラジン』の企画に着手したが、『美女と野獣』（1991年）の製作を優先することになった。『美女と野獣』の完成が近づいた時点で『アラジン』の企画は再始動した。原作の王女はバドルバドゥールという名前だが、スタジオは女優ジャスミン・ガイにちなんで、より親しみやすい「ジャスミン」に改名することにした。この名前は当時10年間で最も人気のある名前でもあった。アッシュマンの原案では、アラジンにはジャスミンと「ジュディ・ガーランド風のおてんば娘」の2人の恋の相手がおり、後者はアラジンに実らない恋をする役回りだった。脚本家のリンダ・ウールヴァートンは映画『バグダッドの盗賊』（1940年）を基に脚本を起草した。この版ではジャスミンには侍女がいたが、最終的にペットのトラに置き換えられた。侍女のキャラクターは2019年の実写映画で再浮上した。
監督と脚本家のロン・クレメンツとジョン・マスカーは、ウールヴァートンの脚本を無視し、アッシュマンのバージョンに近いものを作成することにした。ただし、ウールヴァートンが描いた「アラジンが求愛する相手となるプリンセスを出す」というビジョンを維持しつつ、ジャスミンのキャラクターに「少し違った形で」アプローチするなど、いくつかの変更を加えた。脚本からアラジンの母親は削除され、ジャスミンへの恋心がアラジンの動機としてクローズアップされた。このためジャスミンの登場時間は増加することになり、より重要なキャラクターへと成長した。ただし主人公はあくまでもアラジンであり、『アラジン』はプリンセスが主人公にならない点でそれまでのディズニーのおとぎ話映画とは異なっていた。監督たちは『白雪姫』（1937年）や『美女と野獣』のような伝統的なプリンセス映画とは対照的に、この作品を「アラビアの冒険物語」のように扱った。『アラジン』をハイ・コメディにするという決定は、結果的にジャスミンのストーリーを掘り下げる必要性をなくした。

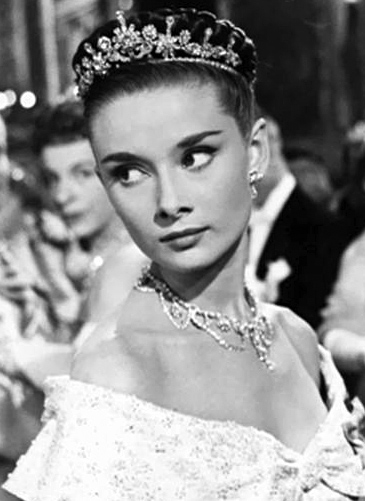
女優オードリー・ヘプバーンが映画『ローマの休日』（1953年）で演じた、退屈した王女アン役が、ジャスミンのストーリーラインにインスピレーションを与えた。

映画化のために原作の民話の細部がいくつか変更されたが、ジャスミンの物語の本筋である「結婚を迫られる」部分はほとんどそのままだった。ただし、バドルバドゥールが当初アラジンを拒絶するのに対し、ジャスミンはほとんどすぐに彼に魅了される。脚本家のテッド・エリオットとテリー・ロッシオは、ジャスミンを「王族としての束縛」から逃れようと望んで行動する「より強い」キャラクターに書き直した。ディズニー・アーカイブスのデイブ・スミスによれば、ジャスミンは因習にとらわれずに「現在のライフスタイルから逃れようと」する。変装したジャスミンが真夜中に宮殿から抜け出すというアイデアは、女優オードリー・ヘプバーンが演じたアン王女が同じように変装して王室大使館を抜け出し、1日だけローマを探検するというロマンティック・コメディ映画『ローマの休日』（1953年）にインスパイアされている。

### 声優
ジャスミンのキャスティングにあたって、当初ディズニーは演技と歌唱の両方を重視していたが、アメリカの俳優でコメディアンのロビン・ウィリアムズがジーニー役にキャスティングされてからは、ウィリアムズに見合った演技力のある声優を探すことにした。最終的に役を得たのはアメリカの女優リンダ・ラーキンである。ラーキンはアラジンのオーディションがあった週に他にもいくつかのオーディションを予定しており、このプロジェクトを軽く見ていた。後に冗談で「『ダックテイル』（テレビシリーズ）みたいなものだと思ってた」と言ったことがある。最初のオーディションはカリフォルニア州バーバンクの録音スタジオで行われ、映画のキャスティングディレクターの前だけで演技を行った。最初に渡されたのは台本数ページだけだったが、ラーキンはジャスミンの「行動力」に特に惹かれた。また、ジャスミンがこれまでのディズニーのヒロインたちと似ている点と異なる点の両方が面白かった。ラーキンは幼い頃、シンデレラやオーロラがお気に入りだった。最初に演じたシーンはジャスミンが市場でアラジンと初めて出会う場面だった。「何もかも魔法みたい」という台詞で、ラーキンはジャスミンの声を担当する運命にあると感じた。映画製作者たちは当初、ジャスミンの声を女優ローレン・バコールの声でイメージしていた。ラーキンの声は大きく異なっていたが、その解釈は徐々に製作者たちの考えを変えていった。

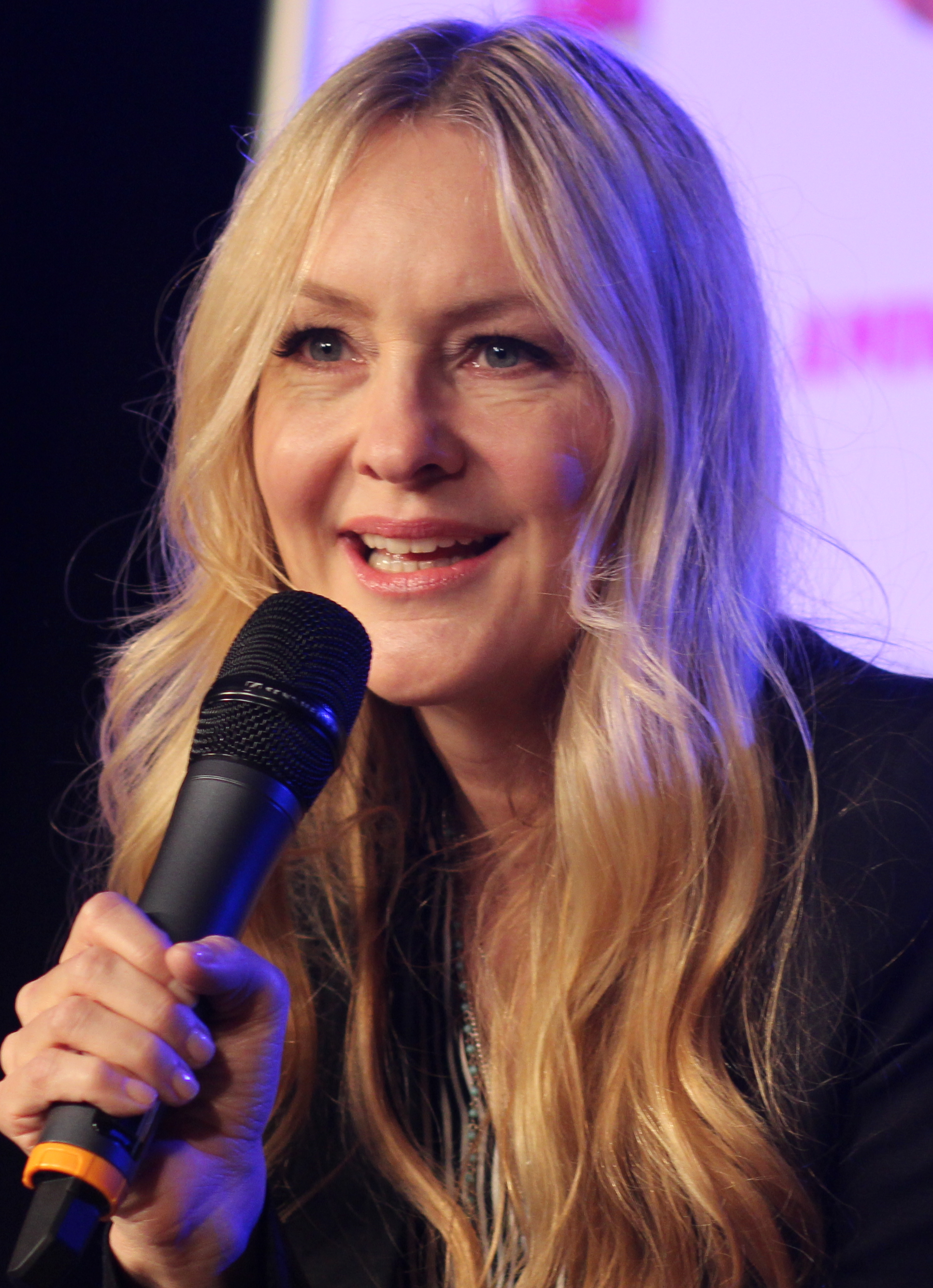
女優のリンダ・ラーキンがジャスミンの台詞を担当しているが、キャストに決まってから6か月後、ディズニーの重役ジェフリー・カッツェンバーグが再オーディションを受けるように要求した。

ラーキンの最終オーディションは合計4時間続き、そこで初めて台本を読み通した。アニメーターたちも初めてラーキンの声に合わせてアニメーションを作る機会を得た。数か月後、ラーキンは正式にキャスティングされたが、その時には彼女はオーディションを受けたことをほとんど忘れていた。しかし、録音を始めて6か月後、ディズニーの重役ジェフリー・カッツェンバーグがラーキンの声にはプリンセスを演じるのに必要な威厳が欠けていると感じ、再オーディションを受けさせることになった。しかしクレメンツとマスカーは、録音セッション中にラーキンがカッツェンバーグの前でだけは低くゆっくり話し、その後は自然な声で話すように仕組み、彼女を解雇されずに済むようにした。ラーキンはウィリアムズやアラジン役のスコット・ウェインガーと同時に録音をする機会が1シーンしかなかった。映画が最終的にニューヨーク近代美術館で上映されるまでは、ラーキンは未完成のラフなストーリーボードやイラストを除いて自身が演じるキャラクターの絵を見られなかった。
ラーキンが最初にオーディションを受けたとき、ジャスミンが歌うシーンは脚本になかった。ラーキンは「最初から曲があったらオーディションを受けなかった」と認めている。その後アラジンとのデュエット曲「ホール・ニュー・ワールド」が書かれ、映画製作者たちから歌は歌えるか尋ねられたラーキンは「プリンセスみたいには歌えない」と答えた。ラーキンは自分の役がプロの歌手に奪われることを心配したが、そうはならず、ディズニーはラーキンの声を真似できる歌手を探すことにした。
ジャスミンの歌声にはフィリピンの歌手で女優のレア・サロンガが当てられた。サロンガはミュージカル『ミス・サイゴン』でトニー賞を受賞しており、その演技がキャスティングディレクターのアルバート・タバレスの関心を引いた。同作の公演で楽屋に戻ったサロンガは連絡を求めるタバレスからのメモを見つけた。オーディションに臨んだサロンガは『リトル・マーメイド』の「パート・オブ・ユア・ワールド」を歌い、「ホール・ニュー・ワールド」のデモ録音を行った。サロンガのキャスティングにより、ラーキンはディズニーキャラクターの声を担当しながら歌声を担当しない初めての声優の一人となり、ジャスミンは話し声と歌声が異なる最初のディズニープリンセスとなった。ラーキンはサロンガのことを「素晴らしい歌手」と称賛しており、「ホール・ニュー・ワールド」を初めて聞いて声が自分に似ていることに驚き、「映画製作者たちは私が歌ったのだと思い込ませるところだった」と冗談を言った。

### 個性とデザイン
ディズニー公式サイトのキャラクター紹介には、「ジャスミンは自立した情熱的な美しい女性で、自分自身の面倒を見られる」そして「宮殿の外の世界を経験したいと願っている」と書かれている。脚本家たちは最初、ジャスミンを服や宝石にしか興味がない甘やかされた物質主義のプリンセスとして考えていたが、最終的にはより強く成熟したキャラクターに発展させた。ラーキンはジャスミンを「最初から非常に強く、明確なキャラクター」と表現している。マーク・ヘンがジャスミンの監督アニメーターを務めた。元々アラジンの母親をアニメートするために雇われたが、映画から削除されたため、ジャスミンをアニメートする機会を得た。ディズニーの前作『美女と野獣』では、ヒロイン、ベルのアニメーション制作が二つの異なるスタジオで行われたためデザインに様々な不一致が生じた。同じ問題を避けるため、ジャスミンのアニメーションは一つのスタジオだけで行われることになった。ジャスミンは映画の主役ではなく恋愛対象にすぎなかったためフロリダの小さいスタジオで担当し、アラジンはカリフォルニアにあるメインのスタジオが担当した。2人のラブシーンのため、ヘンはアラジンの主任アニメーターであるグレン・キーンと電話やファックスで頻繁に連絡を取り合い、デザインやディスクを送り合った。アートディレクターのビル・パーキンスは、インドの建築を映画に取り入れたいと考え、有名なマウソレウムであるタージ・マハルのカーブをジャスミンの髪や服、宝石のデザインに反映させた。

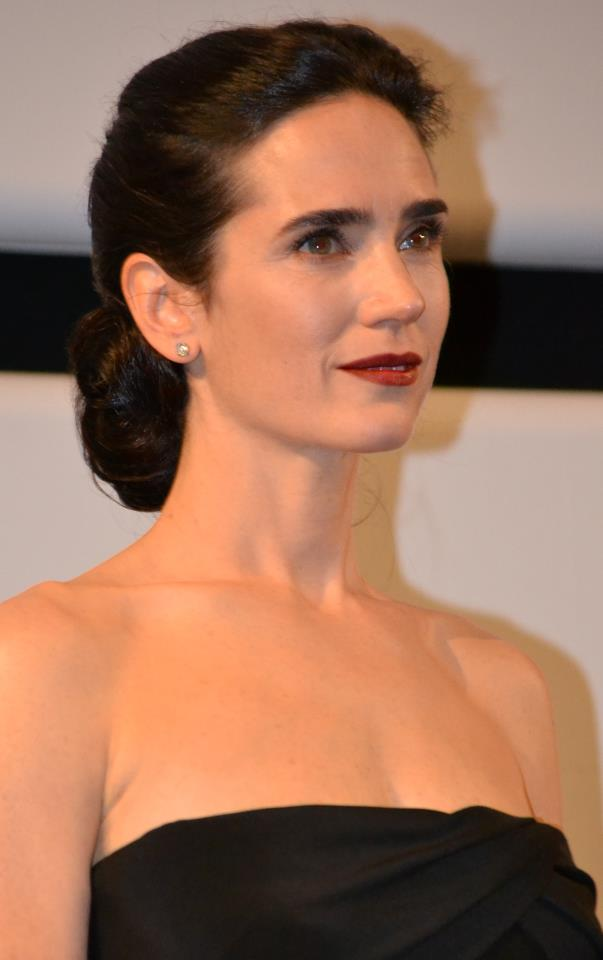
女優のジェニファー・コネリーはジャスミンの外見のインスピレーションになった一人である。

ヘンは『リトル・マーメイド』のアリエルと『美女と野獣』のベルというディズニーの前作のヒロインの動画を担当したばかりで、3人目のジャスミンのデザインに取り組む際に深刻なスランプに陥った。フロリダのディズニー・MGM・スタジオ（現ディズニー・ハリウッド・スタジオ）でデザインに取り組んでいる間、ヘンはそのパークを訪れた長い黒髪の若い女性に目をとめた。その女性がジャスミンの最初のインスピレーションとなった。ゲストの正体は現在も不明である。ジャスミンの最初のスケッチは、名前の由来となったジャスミン・ガイを含む様々なエキゾチックなスーパーモデルに基づいていたが、ガイの顔立ちはアニメキャラクターとしては「厳しすぎる」と判断された。ジャスミンの外見のために新鮮なヒントを探していたヘンは、妹ベス・アレンが高校の卒業写真の中でジャスミンに似た髪型にしていたのを見てインスピレーションを受けた。ヘンは妹のおかげでスランプを克服できたと認めており、監督たちもヘンのコンセプトデザインを承認した。ジャスミンの顔立ち、特に眉毛は女優ジェニファー・コネリーからもインスピレーションを得た。さらに、ラーキン自身の仕草や身体的特徴も取り入れられた。ヘンはラーキンとディナーを共にしたときの会話がジャスミンの感情面を発見するのに非常に役立ったと述べている。モデルのロビナ・リッチーが、ラーキンの声の録音に合わせて動作を模倣することで、アニメーターが「本物の人間の動き」を感じ取ることができるように現地リファレンスを務めた。
ジャスミンの外見が決定するのにともなって、アラジンも再デザインされることになった。カッツェンバーグは、元々マイケル・J・フォックスをイメージしたコミカルな外見の若者として描かれていたアラジンがジャスミンにふさわしいリード役の男性に見えないと感じ、二人の関係性が説得力を欠くことを恐れた。そのため、アラジンの外見は俳優トム・クルーズに基づいて作り直された。ヘンが一番好きなシーンは、ジャスミンがアラジンの正体を見抜いて「にらみつける」シーンだった。映画製作者たちは、ジャスミンに青いドレスを着せることで、砂漠で最も貴重な物質である「水」を象徴的に表現しようと決めた。映画の最初の登場シーンでジャスミンを泉のそばに座らせることで、このモチーフと比喩が強調されている。ジャスミンの外見が最終的に確定すると、彼女はディズニー初の非白人のプリンセスとなった。

## テーマ

### 特徴と信念
キャラクターとしてのジャスミンは、優雅さや美しさといった伝統的なディズニープリンセスに共通する多くの特質を持っているが、ディズニーはジャスミンを「1990年代のヒロイン」と位置付けていた。『バラエティ』のブライアン・ロウリーは、ジャスミンの強い意志をベルと比較し、彼女を「アナクロニズムから解放された」ヒロインと表現した。一方、『ハリウッド・ニュース』のロブ・バーチは、ジャスミンを「自立して美しく、自分の人生を生きるチャンスを切望している」としながらも、「怒りの盾の下に純真さと優しさを隠している」と述べている。現代のフェミニズムとガールパワー運動に触発された「元気なヒロインたち」の一員とされることもある。ティモシー・B・カーガルの著書 Hearing a Film, Seeing a Sermon: Preaching and Popular Movies では、ディズニーの「フェミニズムが強まる時代に向けてヒロイン像を再構築する努力」の一環として、また若い女の子たちが共感できる強い女性ロールモデルとして評価されている。ジャスミンはわずか15歳でありながら、直前の2人のディズニープリンセスよりもすでに才気がある。受け身にならず自己主張する点は1990年代のプリンセスの系譜に並んでいる。その一方、ジャスミンはベルよりも気が強く、アリエルほど世間知らずではない。
ジャスミンは『アラジン』の「女性主役」とされることがあるものの、基本的には主人公の恋愛対象という従属的な役割であり、劇中で大きく成長することがない。ファースト・ノベルズ・クラブは、ジャスミンが「最初の時点と同じ人物で終わる」と指摘している。ジャスミンの興味や趣味、目的についてはほとんど語られない。しかし The Art of the Princess and the Frog の著者ジェフ・カーティは、「ジャスミンはヒロインとして前面に出されているわけではないが、自身で決断を下し、意志は強い方である」と書いている。Bustle のサマンサ・ルロは、ジャスミンは従属的な役回りにもかかわらず、「他人に決断を委ねるのではなく、自分の人生を自分のやりたいように生きたいと決意している」と述べ、ディズニーの最も反抗的なプリンセスの一人に数えている。
『アラジン』の他の主要キャラクターと同様に、ジャスミンは抑圧からの自由を求めるという映画の中心的なテーマを体現している。ジャスミンが欲している自由と自己決定は、他のキャラクターや状況によって常に脅かされている。ジャスミンが映画全体で完全に自己決定できる唯一の選択は誰に恋をするかということだけである。ジャスミンが初めて市場に出かけて金銭についての無知をさらけ出すシーンには、「壁の後ろに閉じこもることで、より安全になるのではなく、むしろ脆弱になる」という制作者の考えが表されている。作中ではジャスミンが鳥かごから一群の鳥を放すシーンもある。これはジャスミンの「一度も見たことのない世界と自分を隔てる檻から解放されたい」という願いを象徴している。ジャスミンの寝室も象徴的な鳥かご形をしている。これらの物語には幸福追求権のような人権のテーマが込められていると見られることもある。

### フェミニズム、婚姻法、ジェンダー
ジャスミンはフェミニズムに関連するいくつかの特質や信念、イデオロギーを示しているが、ベルほど明確ではない。この「現代的なフェミニストの態度」にもかかわらず、ジャスミンはディズニープリンセスに共通する伝統的な恋愛への志向を持っている。ただしその恋愛への憧れは比較的控えめに表現されている。『エンターテインメント・ウィークリー』のスティーブ・デイリーは、ジャスミンを「性的に意識の高い、プロトフェミニストのプリンセス」と表現した。"New" Exoticisms: Changing Patterns in the Construction of Otherness の著者イサベル・サンタオラヤは、ジャスミンが「1960年代の女性運動の遺産を受け継いでいる」ように見えると書いている。『ワシントン・ポスト』のデッソン・ハウによると、ジャスミンは「1990年代の申し子」であり、ガラスの天井に立ち向かう。婚姻法や見合い結婚に反対することも、ジャスミンの中心的なテーマの一つである。演者のラーキンはジャスミンが王国の結婚法を変えるきっかけを作ったと信じており、「ジャスミンはただ信じていただけでなく、不正だと感じたことに対して戦った。… 彼女は積極的に変化を求め、それを実現させた」と説明している。マスカーも、ジャスミンは「自分の意志で結婚相手を選ぶことで社会構造に反抗している」と同意している。アラジンの歌声を担当した歌手ブラッド・ケインによれば、ジャスミンが「誰かと結婚させられる羽目にならないためにプリンセスであることを放棄する覚悟がある」ことから「『アラジン』は隠れたフェミニスト映画」である。
『アラジン』のストーリーは男性主体で、台詞の90％は男性キャラクターによるものである。ジャスミンは劇中で唯一名前を持つ女性キャラクターであり、友人や母親的な存在も登場しない。彼女は自分が住んでいる父権社会に嫌気がさしている。Movies and the Mind: Theories of the Great Psychoanalysts Applied to Film の著者ウィリアム・インディックは、ジャスミンが「娘の人生を支配し、コントロールする父親＝王への拒絶」の象徴であり、「父親の圧政に反抗する強く自己主張の強いヒロイン」だと述べている。ジャスミンの人生はほとんど男性によって決定されているが、彼女は命令されることを拒み、高慢な求婚者たちから賞品として奪い合われることを拒絶する。ジャスミンの父であるサルタンは、彼女が求婚者を拒絶し続けることに対して「母親はそんなに気難しくなかった」と答え、ジャスミンの母親が「従順なプレフェミニストの世代に属していた」ことを示している。時には、ジャスミンは批判的な性格に見えることもある。彼女は変装したアラジンに出会うまで、すべての王子に対して徹底的に否定的な意見を持っていた。ウルリッヒ・マルツォルフは著書 The Arabian Nights Reader で、ジャスミンを「漠然と定義された中東の後進性と権威主義への反対の代弁者」と述べている。

## 出演

### 本編、続編とスピンオフ
ジャスミンは1992年の映画『アラジン』で、アグラバーの王女、サルタンの娘として初登場する。自分の意思が何も通らず、法律で王子と結婚するよう強いられることにうんざりしたジャスミンは、平民に変装して宮殿を脱出する。市場で商人を怒らせてしまうが、助けてくれた街の泥棒アラジンと友達になる。二人はお互いが自分の環境に囚われていると感じていることに気づいて親しくなる。アラジンが宮殿の警備隊に逮捕されると、ジャスミンは釈放を要求するが、狡猾な大臣ジャファーにその命令を覆される。ジャスミンはジャファーからアラジンが処刑されたと聞かされて悲しみ、自分を責める。実際には、ジャファーはアラジンを道具としてジーニーが入っている魔法のランプを手に入れようとしている。しかしジーニーはアラジンをジャファーの手から救い出す。アラジンはジーニーに願いをかなえてもらい、魔法で「アリ王子」に変身してジャスミンに近づく。最初は警戒していたジャスミンだが、魔法の絨毯に乗ると彼に魅了される。ジャスミンは王子が実際には市場で出会った平民であることに気づくが、アラジンは自分が本物の王子であり、時折平民に変装しているだけだとジャスミンに信じ込ませる。ジャファーはアラジンの正体を突き止めてランプを奪い、ジーニーを支配して自分をサルタンにさせ、ジャスミンとその父親を奴隷にする。ジャスミンはジャファーとの結婚を拒否するが、アラジンが救いに来たのを見て、隙を作るためジャファーにキスをする。アラジンはジャファーを新たな魔神に変えてランプに閉じ込める。ジャスミンとサルタンは解放される。サルタンは法を廃止し、ジャスミンはアラジンと婚約する。
「アラジン」の成功後、ジャスミンはビデオスルーの続編2作に登場した。声はいずれもラーキンが再演し、リズ・キャロウェイがサロンガの代わりに歌声を担当した。最初の『アラジン ジャファーの逆襲』（1994年）では、ジャスミンはアラジンがジャファーの元ペットであるオウムのイアーゴを擁護したことで彼への信頼を疑い始める。しかし、イアーゴはジャスミンに彼女がまだアラジンを非常に信頼していることを納得させる。ジャスミンはイアーゴと友達になる。イアーゴはアラジンとの関係を修復し、ジーニーを解放し、最終的には命を懸けてジャファーを完全に倒す。続編の『アラジン完結編 盗賊王の伝説』（1996年）では、ジャスミンとアラジンの長く待ち望んだ結婚式が40人の盗賊によって中断される。盗賊たちが盗もうとしている「お告げの杖」は、アラジンの父親カシムがまだ生きており、盗賊たちのリーダーであることを明かす。ジャスミンはアラジンに父親を探すよう促し、結婚を延期することに同意するが、心配を抑えられない。アラジンがカシムを連れてアグラバーに戻ると、引き合わされたジャスミンとサルタンはカシムをすぐに気に入る。しかし、カシムは再び「お告げの杖」を盗もうとして投獄される。アラジンはカシムを逃がし、その行動に対する罰を受け入れる。ジャスミンは、アラジンが愛のために父親を助けただけだと父サルタンを説得する。イアーゴが戻ってきて、カシムが残りの盗賊に捕まったことを知らせる。ジャスミンはアラジンと共に父親を救出し、その後戻って結婚式を取り行う。カシムは陰から出席する。二人は魔法の絨毯に乗って別れを告げながら飛び去る。
ジャスミンは、1994年から1995年にかけて放送されたスピンオフのテレビシリーズ『アラジンの大冒険』にも登場する。このシリーズでは、ジャスミンは仲間たちと共に冒険に出かけ、チームの貴重なメンバーとして自分を証明する。彼女は優れた戦闘スキルを持ち、エピソード「ダガーロックの秘密」ではアラジンを邪悪な魔術師モーゼンラスから救い、「エセリアル」では自分を犠牲にして少年を救うなど、最も大胆な犠牲を払う。このシリーズでは、ジャスミンとアラジンは結婚の準備が整うまで関係を深め続けているが、時折問題が発生することもある。「美は見る者の目に」では邪悪な猫のような魔女ミラージュがジャスミンを蛇に変身させてアラジンの愛を試す。アラジンは自身も蛇になってジャスミンと一緒に生きることを決意し、ジャスミンの美しさだけを愛していたわけではないことを証明する。ジャスミンはまた、砂魔女のサディーラや邪悪な人魚サリーンのような恋のライバルとも対決する。

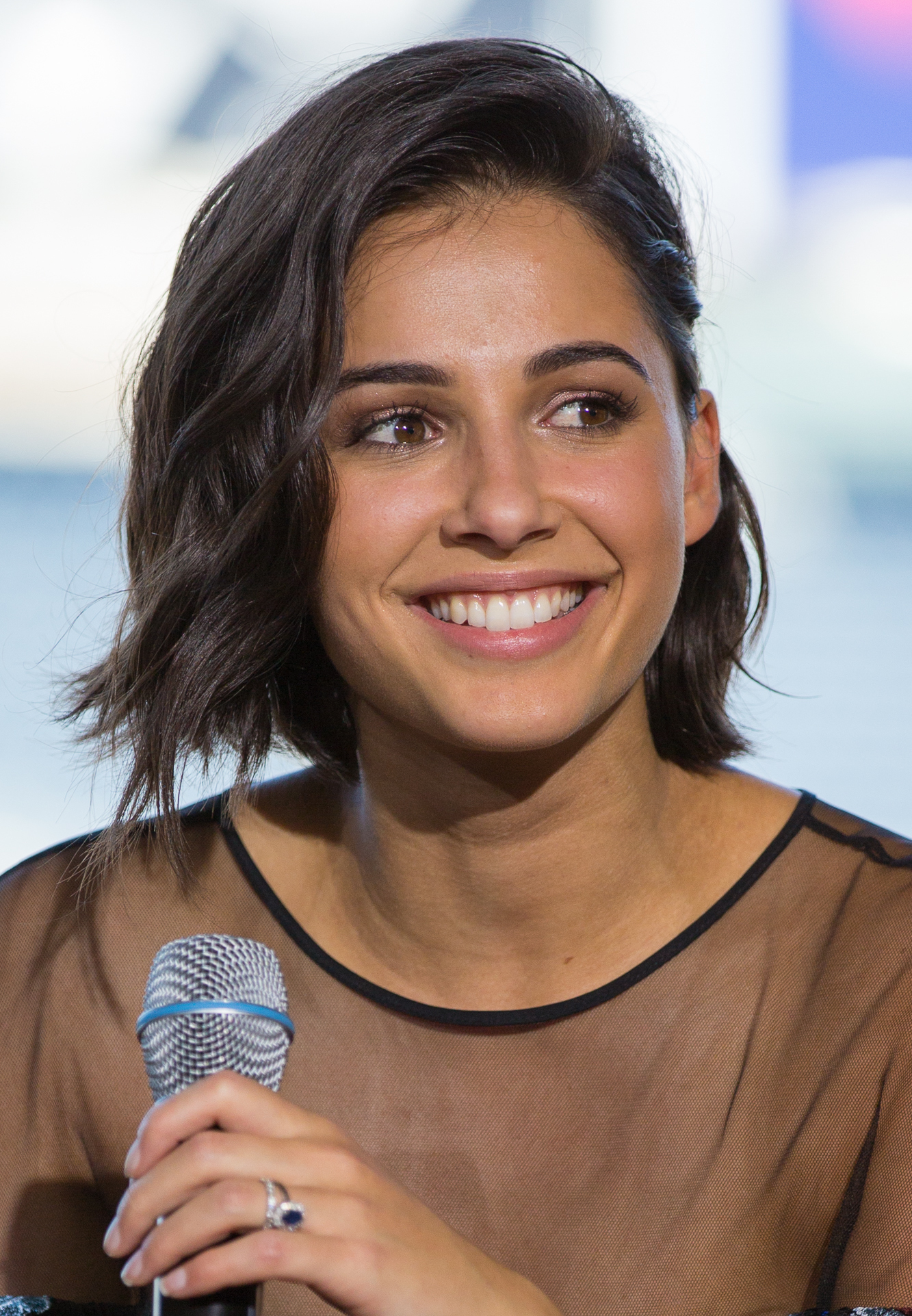
ナオミ・スコット

1992年の実写版映画ではナオミ・スコットがジャスミンを演じている。この映画のストーリーでは、ジャスミンの母親はアグラバーの隣国シラバード出身で、伝統に逆らいながらも王妃として人々の生活を改善したいと願っていた。ジャファーは私欲のためにサルタンを操るが、映画の最後ではジャスミンがアグラバー初の女王となり、誰とでも正式に結婚できる権利を手に入れる。

### ブロードウェイ・ミュージカル
ジャスミンは、2014年3月にニューヨークのニューアムステルダム劇場で初演されたブロードウェイ・ミュージカル版『アラジン』に登場する。この役は女優のコートニー・リードによって初めて演じられた。『イン・ザ・ハイツ』や『マンマ・ミーア!』などの作品で小さな役を演じていたリードにとっては初めてのブロードウェイキャラクターの創作となった。リードはディズニー映画とプリンセスの大ファンとして育ち、ミックスルーツとしてジャスミンがお気に入りのプリンセスだった。「自分に似ているディズニープリンセスを見たのはジャスミンが初めてだったので、『わあ、私は彼女みたいになれる』と思った」と述べている。他のプリンセスは金髪と青い目が多い中、ジャスミンは特別だった。2010年の初期段階のリーディングからプロジェクトに関わっていたにもかかわらず、アラジン役のアダム・ジェイコブスやジャファー役のジョナサン・フリーマンとは異なり、リードは主要キャストの中で唯一オーディションを受ける必要があった。
キャスティングが決まった後、リードは個人トレーナーを雇い、露出度の高い衣装に備えて健康的な食生活を実践した。ミュージカル版のジャスミンは、映画版よりもさらに強くて活発なキャラクターに描かれており、特に婚姻法や彼女を支配しようとする男性たちと闘う姿が強調されている。リードは、ショーがシアトルからトロント、そして最終的にブロードウェイで公演される過程で、ワークショップを通じてジャスミンのキャラクターが大きく変化したと述べている。楽曲には作曲家アラン・メンケンがリードのために書いた "These Palace Walls" が追加された。この曲はリードによると「彼女のキャラクターを立ち上げる」「美しい歌」で、ジャスミンが父親から与えられたすべてに感謝しつつも、宮殿の外の世界を探検したいという願望を語っている。「ホール・ニュー・ワールド」を歌うのは特に難しかったとリードは感じている。原作映画の代表曲であるため、「みんながどうあるべきかという非常に具体的な考えを持っている」ことに加え、自身もファンであるサロンガのパフォーマンスと比べられるプレッシャーも感じていたという。

### その他
ウェブサイトのBehind the Voice Actorsによると、ジャスミンは様々な映画、テレビ番組、ビデオゲームにおいて現在19以上のアニメーション版が存在し、そのうち16でラーキンが声を担当している。ディズニープリンセスフランチャイズの一員として、ジャスミンのイラストは雑誌、書籍、おもちゃ、ビデオゲーム、衣類、文房具や学用品など幅広い商品に使用されている。2013年には、ディズニープリンセスマーケティングにおけるジャスミンのデザインが更新され、一部の批評家から肌の色が明るくなったことで批判を受けた。
ジャスミンはディズニーチャンネルのアニメシリーズ『ヘラクレス』や『ハウス・オブ・マウス』にカメオ出演している。映画『ミッキーのマジカル・クリスマス/雪の日のゆかいなパーティー』（2001年）では、ボビー・ページが彼女の声を担当した。2007年の短編アニメ『DISNEY PRINCESS おとぎの国のプリンセス/夢を信じて』では「ジャスミンの新しい仕事」のセグメントに登場する。2013年6月、ディズニージュニアのアニメシリーズ『ちいさなプリンセス ソフィア』に登場し、ラーキンとサロンガがそれぞれの役を再び演じた。これは、10年以上前の『ハウス・オブ・マウス』以来のテレビ出演となった。2018年には他のディズニープリンセスと共に『シュガー・ラッシュ:オンライン』にカメオ出演した。
2016年9月には、ファンタジーのテレビドラマ『ワンス・アポン・ア・タイム』の第6シーズンで、カレン・デイヴィッドが演じる準レギュラーとして実写版のジャスミンがデビューした。このキャラクターはシーズン6の第4話 "Strange Case" で初めて短い登場をし、その後第5話 "Street Rats" で主役となる。このエピソードでジャスミンは、アラジンの助けを借りて、ジャファーに操られたサルタンを救うために強力なアイテムを見つけようとする。ジャスミンがアラジンを「不思議の洞窟」に連れて行くなど、オリジナル映画とは展開が異なるが、ジャスミンが砂時計に閉じ込められる象徴的なシーンは残っている。ジャスミンの青い衣装は少し変更されている。デイヴィッドは以前からポカホンタス、エスメラルダ、ジャスミンのようなエスニックなディズニーヒロインを『ワンス・アポン・ア・タイム』で演じることに興味を示しており、2016年7月にジャスミンとしてキャスティングされた。デイヴィッドはジャスミンの役作りをワクワクしながらも「神経を使う」と表現し、「彼女は非常に象徴的で愛されているキャラクターであり、ファンは彼女がどうあるべきかという理想を持っている」と述べ、オリジナル映画とキャラクターの両方のファンを喜ばせたいと願っていた。
ジャスミンは2001年の『アラジン ナシラの逆襲』をはじめとする「アラジン」シリーズのビデオゲームにも登場する。同作では、ジャファーの双子の妹ナシラが兄の死に復讐するためにジャスミンとサルタンを捕らえようとする。ジャスミンはゲームの特定のポイントでプレイ可能なキャラクターとなり、大きな壺に隠れてレベルを進む。ジャスミンはまた、「キングダムハーツ」ビデオゲームシリーズではノンプレイヤーキャラクターとして登場し、マレフィセントによって捕らえられた7人のプリンセスの一人として描かれる。登場作は「キングダムハーツ」（2002年）、『キングダムハーツII』（2005年）、『キングダム ハーツ 358/2 Days』（2009年）である。ジャスミンの王国は『ディズニープリンセス 魔法の世界へ』（2007年）に登場する4つの王国の一つである。同作でプレイヤーは自分でカスタマイズした主人公を操作して、ポータルを通じて様々なミニゲームやパズルを遊ぶことができる。Common Sense Mediaはジャスミンの王国をゲームの中でも特に難易度が高いステージの一つとして挙げている。ジャスミンは『Kinect: ディズニーランド・アドベンチャーズ』（2011年）にも登場し、アドベンチャーランドで出会うことができる。2015年には、ディズニー・インタラクティブ・スタジオが『ディズニー インフィニティ2.0』（2014年）用のジャスミンとアラジンのフィギュアをリリースした（このゲームではフィギュアに一部のストーリーデータが内蔵されている）。ジャスミンは魔法の絨毯を持っているほか敵に向けて砂嵐を起こす能力を持っている。ジャスミンは、ビデオゲーム『ディズニー マジックキングダムズ』で期間限定でアンロック可能なプレイキャラクターとして登場する。
印刷物では、キャサリン・アップルゲイトによる短編集 Tales from Agrabah: Seven Original Stories of Aladdin and Jasmine（1995年）にイラスト付きで登場する。同書は映画の出来事より前のジャスミンとアラジンの生活を描いており、ジャスミンがペットの虎ラジャーと出会った経緯などが含まれている。日本漫画『きらら☆プリンセス』にもディズニープリンセスの一人として登場する。

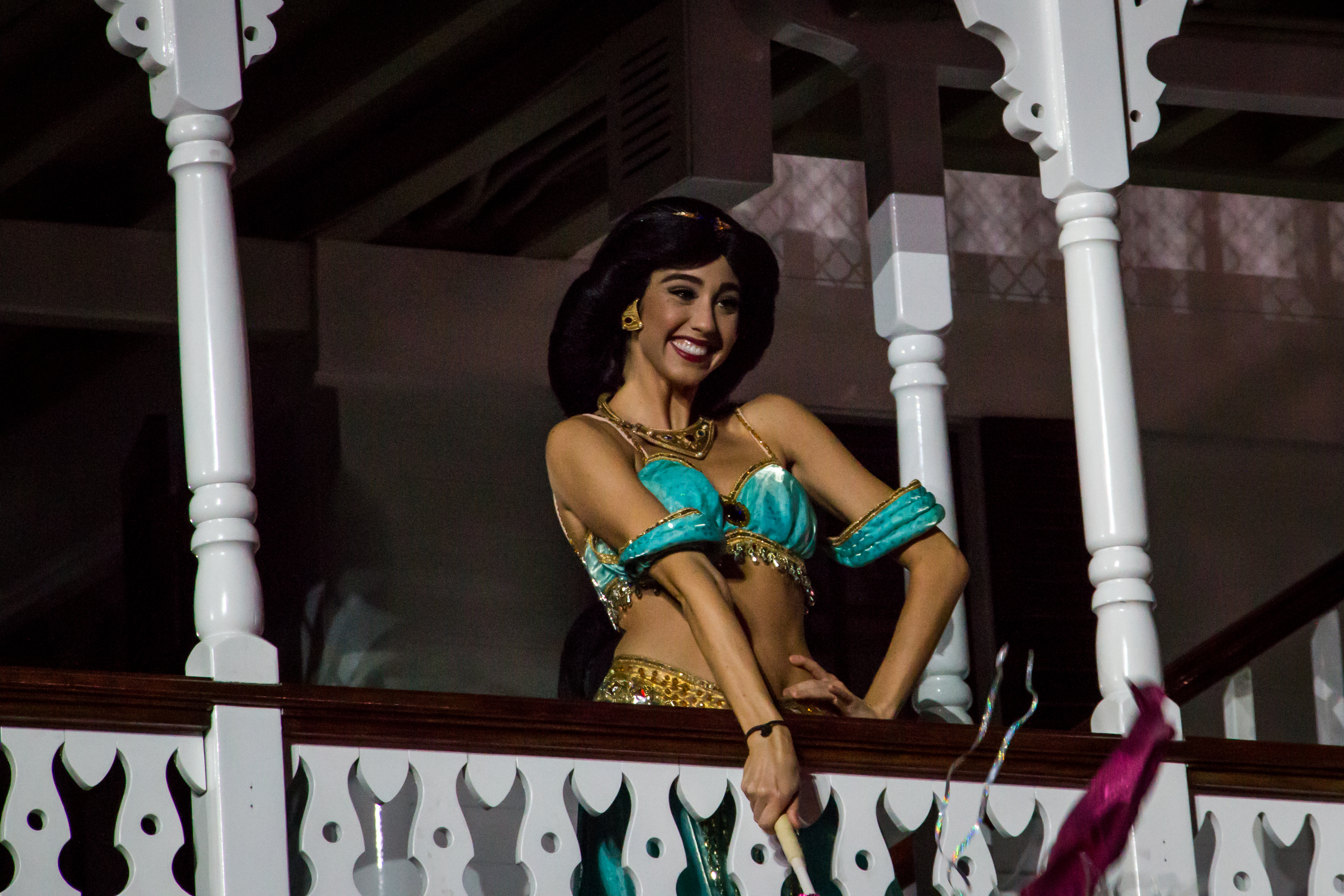
ディズニーランドの「ファンタズミック!」のフィナーレに登場するジャスミン

各国のディズニーリゾートテーマパークではジャスミンを含むプリンセスキャラクターに扮したスタッフと交流することができる。ディズニーはそれらのキャラクターの衣装を少しずつリニューアルしている。2016年9月にはディズニーワールドとディズニーランドにおいて24年ぶりにジャスミンの衣装が変更され、原作映画の青い衣装の露出度を落としたバージョンとなった。ハーレムパンツと腹部が見えるクロックトップはフロアレングスのハイネックドレスに置き換えられた。ターコイズブルーの色は原作映画通りである。そのほかラジャーの顔が描かれた金のベルトが追加され、髪型も新しくなった。この新しい衣装は「Mickey's Not-So-Scary Halloween Party」の初公演でゲストに披露された。ポカホンタスやムーランの衣装にも同様の変更が加えられたが、ジャスミンのデザイン変更が最も論争を巻き起こした。公式にはこのデザイン変更はジャスミンの出身文化をより正確に表現するためだと説明されている。HelloGigglesのレイチェル・ペイジは、劇的な変更の主な理由は、ジャスミンが腹部を露出していたことで若い女性に悪い影響があるという苦情が多かったためだと指摘している。ペイジはオリジナルの衣装は作中の場所と時代に沿っていると擁護している。

### 日本語版
アニメ版『アラジン』とその続編2編、ならびにスピンオフアニメの日本語版では麻生かほ里がジャスミンの演技と歌唱を担当している。ミュージカルの舞台を中心に活動する麻生だが、声優としてはジャスミン役が代表作となった。1993年の『アラジン』公開当時、日本の『キネマ旬報』はジャスミンを「現代っ子」と表現した。女優の藤田朋子は「自分の意見を持っていて、しかも美しくて、知的」なジャスミンを「アメリカ人的」と述べている。アニメ評論家のおかだえみこは、活発で女性としての魅力を武器にするジャスミンがディズニースタッフの「新世代宣言」だと述べた。一方で望月信夫は「最近のディズニー長編の定番ヒロインの一員でしかない」と評している。
ブロードウェイ・ミュージカル版の『アラジン』は日本の劇団四季が米国国外で最初の公演を行った。劇団四季はそれまで『ライオン・キング』など4作品でディズニーと提携してきたが、『アラジン』へのファンの期待は高く、2015年5月24日の初日時点で前売り販売が歴代最高の記録となった。当初のジャスミン役は劇団四季に所属する岡本瑞恵と三井莉穂のダブルキャストだった。岡本は「自由への望みを、女性全体の権利として主張している大事な役」とし、男性主体のストーリーに「華を添えられたら」と述べた。三井はジャスミンが「すごく芯のある」女性らしいタイプだと語っている。劇団四季はジャスミンを「聡明さと強さ、時には、自らの美しさを武器にすることも忘れない現代的な女性」と紹介しており、演出補スコット・テイラーはジャスミンのキャラクターには自立性や意思の強さに加えて「純粋で女性らしい部分」が必要だと述べている。
2019年に公開された実写映画の日本語版は演技・歌唱とも新鋭のミュージカル女優木下晴香が務めた。木下は映画の吹き替えが未経験だったが、オーディションで「ホール・ニュー・ワールド」の歌声が評価されて抜擢された。役作りに当たっては、王女としての「気高さや価値観」のほか国や民への愛から来る強さを意識したと語っており、強いと同時にしとやかさを持っていたアニメ版とはイメージが異なるとも述べている。

## 評価

### 批評家の反応
ジャスミンに対する批評家の意見は賛否両論である。『クリスチャン・サイエンス・モニター』のデビッド・ステリットは、ジャスミンは「[アラジンほど] 緻密に作られていないが、同じくらい好感が持てるキャラクタータイプ」と書いている。Contactmusic.comは、ジャスミンが「基本的には平凡」でありながらも「好感の持てるシニカルな一面」を持っていると認めている。『フィラデルフィア・デイリー・ニュース』のゲイリー・トンプソンは、「プリンセス・ジャスミンは [伝統的なディズニーヒロインと比べて] より辛辣だが、ベルのようにあからさまにフェミニズムの観点から作り直されたわけではない」と書いている。テキサス・パブリック・ラジオのネイサン・コーンは、後年のレビューで「ジャスミンのキャラクターがディズニーのストーリーテラーにとってどれだけ大きな前進だったか」に驚き、彼女の大胆さと知性を称賛し、ベルよりもジャスミンの方が好きだと述べた。
一方で、ReelViews のジェームズ・ベラーディネリは、ジャスミンが「アリエルやベルと同じ頑固な独立心を示している」と称賛しつつも、最終的には「アラジンの「恋愛対象」以上の重要な役割を果たしていない」と批判している。Tor.comのマリ・ネスも同意見で、「ジャスミンはアリエルやベルのように、自分の世界の制約や選択肢のなさに不満を抱いている人物として登場する。先輩たちと同じように、ジャスミンも状況を変えようと積極的に行動する。しかし、彼女の責任とは言えないがジャスミンは脇役でしかなく、作品そのものが彼女にあまり興味を持っていない。ジャスミンは洞察力があり、頭が回るものの、これは彼女の映画ではなく、結局自分の夫を選ぶことはできても、アリエルやベルのように自分の世界から出るチャンスは本当に与えられない。彼女は外の世界を見せられただけで、宮殿に留まることになる」と書いている。
Common Sense Mediaは、劇中でのジャスミンのストーリーにオリジナリティがないと批判し、CLCのマット・ブルンソンは「[因習から] 解放されている」一方で「堅苦しい」ヒロインと表現した。『ニューヨーク・タイムズ』のジャネット・マスリンはジャスミンを酷評し、「吊り上がった目をしたプリンセス・ジャスミンは […] ハーレムパンツを履いた乙女で、「すてき」とか「すごい」といった言葉を使って平凡なことを言う」とし、最後には「幸いなことに、本作のジャスミンは強烈な脇役たちによって囲まれており、彼らが映画の脇筋を名目上の中心よりもずっと面白くしている」と締めくくった。『タイムアウト』はジャスミンには失望したとし、TV Guideは主役二人を「平凡」と評した。映画評論家のロジャー・イーバートはジャスミンが『アラジン』の弱点の一つだと述べ、アラジンとの関係を『美女と野獣』の主役二人と比較して「淡白でありきたり」と評した。また、ジャスミンやアラジンがキャラクターとして「未完成」に見え、制作者ですら二人を実在の人物として見ていないように感じたと述べた。『スラント・マガジン』のエド・ゴンザレスは、ジャスミンを「バービー人形に昔からいる「自由奔放」タイプ」とし、「大きな胸をしていても男の子ができることは何でもできる、と言いたがる偽のフェミニスト」と批判した。『オレンジコースト』の映画評論家ヘンリー・A・ジルーは、ジャスミンを「アラジンの性急な欲望の対象」であり「社会的移動の踏み台」に過ぎないと評した。

### フェミニストによる分析
『アラジン』のオリジナルホームビデオのパッケージ裏では、ジャスミンが「1990年代のヒロイン」として誇らしげに紹介されている。しかしフェミニスト批評家の間ではジャスミンの評価についてさまざまな議論がある。Bustle は、ジャスミンがアラジンと初めて出会うシーンを「最もフェミニスト的なディズニープリンセスの瞬間」の一つに挙げており、著者のサマンサ・ルロはこのシーンが「彼女がどれほど意志が強く独立しているかを示している」と評価している。同様に、Bustle のチェルシー・マイズは「ジャスミンは自分の人生において男性たちに指図されることを拒否している」と評価し、最終的に彼女を同様のランキングの第8位にランク付けしている。マイズはジャスミンが「自分の伴侶を選び、心に従う力を持っている一方で、愛する人を経済的に支援している」と述べ、「非常に強い女性で、しっかりとしたフェミニストの面がある」と結論付けている。
フェミニストとイスラム教徒の批評家の両方が、ジャスミンを「影響を受けやすい若い女の子に見せるには不適切なロールモデル」として批判している。It's Not the Media: The Truth about Pop Culture's Influence on Children の著者カレン・スターンハイマーは「ジャスミンは意志が強く、フェミニスト的な特質をほぼ与えられている」としながらも、結局は「古い時代のヒロインに似ていて、自分を救ってくれる「王子」を待ち、伝統的な女性の手管を使って困難を乗り越えようとする」と述べている。Speculations: Readings in Culture, Identity, and Values の著者チャールズ・I・シュスターも、ジャスミンが「専制的な法への反抗」以外のフェミニズムをほとんど提供していないと同意している。Bust のショーレ・ハジミラガは、ジャスミンの進歩性を賞賛し、「彼女はプリンセスとしての定められた人生に挑戦し、結婚に懐疑的であり、貧しいアラジンと恋に落ちることで階級制度を揺るがす」と述べたが、最終的には「非常に性的に描かれている」と批判している。Feminist Fictionは、ジャスミンが「ディズニーが映画の主人公でない女性キャラクターをどのように扱うかの例」であるとし、「少なくとも台詞と態度において、ジャスミンにガールパワーと独立心を与えるために多くの努力を注いだように見える」一方で「プロット自体にその強さを反映させていない」と述べている。また、ジャスミンのフェミニズムが「口先だけ」に見え、結局は知性ではなく性を使って「窮地を脱する」ことを批判している。The Routledge Companion to Media & Gender の著者シンシア・カーターは、ジャスミンが映画の最後には「夫の所有物」になっていると述べている。
インターネットの世界では、アラジンから注意をそらすためにジャスミンがジャファーにキスするシーンがフェミニストの作家やブロガーの間で論争の的となることが多い。The Snark Who Hunts Back のメリディス・アンクレットは、サルタンとジーニーも同様にジャファーによって奴隷にされているので、そこに反フェミニズムのメッセージは込められていないと主張している。アンクレットは、ジャスミンが何度もジャファーに立ち向かう勇敢さを称賛し、ジャファーを惑わせるためのキスがアラジンの成功にとって重要であると評価している。フェミニスト批評家のマリ・ロジャースは『デイリー・ドット』でジャスミンのキスを擁護し、「ジャスミンは強いキャラクターだが、物語がアラジンに焦点を当てているためそれを忘れがちだ」「彼女はいつも自分の力で決断する。[映画の発端は] ジャスミンが何かを求めて城から出て来たのであって、アラジンが物語をジャスミンの下に運んできたのではない」と結論付けている。
『バズフィード』は「ジャスミンが最もフェミニストなディズニープリンセスだった15の瞬間」というリストをまとめた。同サイトは「公然と家父長制に一撃を加えた27のフェミニストなディズニーの瞬間」のランキングで、伝統的な結婚の基準を拒否するジャスミンを2位に挙げている。『ハフポスト』の寄稿者シャノン・ラーソンは、「フェミニストの原則を最も体現するディズニープリンセス」のリストでジャスミンを2位にランク付けし、結婚が必要だという考えを拒否し、自分の意思で結婚相手を決め、自分のセクシュアリティを自分で所有していることを評価したが、王室の抑圧から逃れる試みを完遂しなかったことを批判している。Nerve のソニア・サライヤは、「フェミニストなディズニープリンセスランキング」でジャスミンを5位にランク付けし、その大胆さ、好奇心、結婚に対する懐疑心をベルと並べて称賛し、「完全に不適切な『ストリート・ラット』と恋に落ち、彼を貧困から救い出す。救われるのではなく」と評価している。しかし、サライヤはジャスミンが性的魅力をジャファーに対する武器としたことを批判し、若い女の子に対して否定的なメッセージを送っていると述べている。リンダ・ラーキンは、ジャスミンが「結局望むことは結婚」であるため良いロールモデルとは言えないのではないかと尋ねられたのに反論して「ジャスミンは結婚について、あの法律が間違っているのだと一世代の子供たちに伝えています。自分の安全、快適さ、知っているすべてを犠牲にし、結婚法を変える方法を見つけに行きます」と説明している。

### 人種論争
ジャスミンはディズニー初の有色人種のプリンセスとしてよく知られている。ジャスミンを皮切りに、ポカホンタスやムーランなどの有色人種のディズニープリンセスが続いて登場した。Vulture のアンドレ・タルターによれば、1992年の映画公開時にジャスミンはディズニー初のアラビア系プリンセスとして「人々の心を掴んだ」。しかし、ジャスミンが中東出身であるという事実が「画期的」とされる一方で、ジャスミンとアラジンの特徴には論争もあった。それらのキャラクターが西洋化・英語化されているという批判は広く見られた。ジョアンナ・カディは著書 Thinking Class: Sketches from a Cultural Worker で、ジャスミンが「野球やアップルパイと同じくらいアラビア的」と冗談を言っている。アメリカ・アラブ反差別委員会は、主役二人の扱いに特に不満を持ち、ドン・バスタニーはディズニーが「外国語訛りがあるのは悪い人だということを教えている」と非難した。The Arabian Nights Reader の著者ウルリッヒ・マルツォルフは、ジャスミンが「見かけ上は中東の特徴」を持ちながら「完璧なアメリカ英語」を話し、「アラビア人種」とされながらもしゃべり方はご都合主義的に米国風だと述べている。ヘンリー・A・ジルーの著書 The Mouse that Roared: Disney and the End of Innocence では、「英語化されたジャスミンとアラジン」がアメリカ英語で話している一方で、映画の悪役（ジャファー）は強い外国語訛りを持っていると非難している。
批評家たちはまた、映画の「悪役」キャラクターたちが外見的に誇張され、太っていて、暗い肌、大きな鼻、損傷した歯を持って描かれているのに対し、ジャスミンの肌の色は比較的明るいと批判している。スリムな体型のジャスミンは、性格や話し方に明らかな欠点がない。ポール・キベルの著書 Uprooting Racism: How White People Can Work for Racial Justice 3rd Edition では、これを「人種コーディング」と呼んだ。この手法は『ライオン・キング』（1994年）でも善悪のキャラクターを区別するために使われたとされている。Debating Disney: Pedagogical Perspectives on Commercial Cinema の著者ダグラス・ブローデによれば、『アラジン』はディズニーの多くの映画に見られる「同じ人種ピラミッド」を永続させており、社会階層の上位にいるキャラクター、例えばジャスミン、アラジン、サルタンは映画の中で「最も白い」キャラクターとして描かれている一方、悪役のジャファーは訛りが強く、より多くのアラビア的特徴を持っていると指摘している。ブローデは、ジャスミンが「有害なステレオタイプを永続させている」と非難している。A Companion to Popular Culture の著者ゲイリー・バーンズは、「ディズニープリンセスたちは多文化的な肌の下で、すべて白人、中産階級、スリムで女性らしい美の理想に従っている」と述べ、ジャスミンを「アメリカ英語の少女 … 年寄りで外国語訛りが強い因習的なアラブ人たちの伝統と戦う存在」と表現している。"New" Exoticisms: Changing Patterns in the Construction of Otherness の著者イサベル・サンタオラヤは、ジャスミンが中東の外見をしているにもかかわらず、「アメリカの現代的なジェンダーポリティクスの伝達手段」であると指摘し、「この映画のPC（ポリティカルコレクトネス）性はジャスミンが一身に担っているが、その活発さは1990年代のバスラやバグダッドの現実よりもアメリカの社会的進歩を反映している」と述べている。批評家たちはまた、ジャスミンがリンゴを意図せず盗んだ罰として商人に手を切られそうになるシーンにも不満を示している。

### 実写版
2019年の実写版『アラジン』ではジャスミンが「もう一人の主人公」として扱われている。キャラクター像はアニメ版から大きく変更され、結婚が主な関心事だったのと異なり政治への関心を強く持つようになった。アニメ版では自分が選んだ結婚相手が国の支配者になることに疑問を持っていなかったが、実写版のジャスミンは自身で王位を継承しようとする。フェミニズム的な視点もより明確になり、ジャスミンは個人的な自由を求めるというより構造化された女性蔑視と闘うキャラクターとして描かれている。映画ライターの此花さくやは、旧アニメ版にいなかった侍女のダリアとジャスミンの関係が、伝統的なディズニー映画に見られる「プリンセスvs魔女」という女性ジェンダー内の二項対立から脱したシスターフッドだと評価している。映画ライターの瀧川かおりは、ジャスミンのキャラクターを現代化させる試みが、ディズニーの実写リメイクの中でもファンに受け入れられた成功例だと述べている。
2019年の映画でジャスミンを演じたナオミ・スコットの演技は、批評家から概ね好評を得た。IGNのトム・ジョーゲンセンは、スコットのジャスミンの演技を「1992年版より明らかに改善されている」と評価し、「より立体的に感じられ、[…] 今回はもっと興味深い野望が与えられている」と付け加えた。また、スコットはジャスミンに品位と迫力を与えており、アラジンより応援できると述べている。『ニューヨーク・ポスト』のジョニー・オレクシンスキは、スコットのジャスミンが元のバージョンよりも自立し、受動的でないと評価した。『サンフランシスコ・クロニクル』の批評家ミック・ラサールは、スコットを「まさに映画スター」とし、実写版オリジナルの歌唱曲「スピーチレス～心の声」を「パワーアンセム」と評した。『ワシントン・ポスト』のマイケル・オサリバンは、スコットの「父親によって結婚相手を決められる厳しいルールから逃れたいというだけでなく … 超フェミニスト」という役作りを評価した。『シカゴ・サンタイムズ』のリチャード・ローパーは、スコットのパフォーマンスを「魅力的」とし、「スピーチレス～心の声」で「輝く」機会を得ていると述べた。スコットはこの役でティーン・チョイス・アワードのチョイス映画女優賞を受賞し、サターン賞の助演女優賞にもノミネートされた。

## 影響
『フィスカル・タイムズ』によると、『アラジン』はディズニーのプリンセス映画の中で4番目に興行収入が高い。ジャスミンは人気キャラクターとしての地位を確立し、ディズニープリンセスフランチャイズのオリジナルメンバーの一人となった。時系列的には6番目のディズニープリンセスであり、日本においてはジャスミンまでの6人に10番目のラプンツェルを加えた7人が「ディズニープリンセス」としての商品展開の中心となっている。映画の主役ではないキャラクターとしては未だに唯一のメンバーである。『アラジン』自体もプリンセスが主役ではない唯一のディズニープリンセス映画であり、ジャスミンは生まれながらの王子ではないキャラクターと結婚した最初のディズニープリンセスとなった。『アラジン』とジャスミンは最初にディズニーのプリンセスキャラクターの幅を広げたとされる。それ以前には、ディズニーの55年の歴史の中で、すべてのプリンセスは白人またはヨーロッパ系の外見をしていた。ディズニー初の有色人種でありアラブ系のプリンセスとして、ジャスミンはディズニーのおとぎ話映画に人種的および民族的多様性を導入したとされる。その後には4人の有色人種のプリンセスが続いた。1995年の同名映画のポカホンタス、1998年の同名映画のムーラン、2009年の『プリンセスと魔法のキス』のティアナ、2016年の『モアナと伝説の海』のモアナである。ジャスミンは「どんな人種でもプリンセスになれると子供たちに信じさせる道を開いた」と評されており、5人のプリンセスはディズニー・スタジオを多様化させ、「ディズニープリンセスが何であり得るかについて新しいビジョン」を導入したとされている。さらに、ジャスミンはパンツスタイルのディズニープリンセスとしてはムーランと並んで異色であり、公式の衣装がガウンやドレスではない唯一のプリンセスである。『ヴァニティ・フェア』によると、ジャスミンは最初のフェミニストのディズニープリンセスとされているが、著者アレックス・ベグスはこの主張が多少誇張されていると認めている。
ジャスミンがアラジンとデュエットで歌う「ホール・ニュー・ワールド」は、1993年の第65回アカデミー賞でアカデミー歌曲賞を受賞した。『アラジン』の6年後、レア・サロンガは1998年にムーランの歌声としてキャスティングされた。サロンガは、すでにディズニープリンセスの声を担当しているにもかかわらず、オーディションを受ける必要があることにジョークを交え、「なぜオーディションを受けなければならないの？私はすでにプリンセスだったのに。それでは不十分だったの？」と言った。一方、ラーキンはその後の映画、テレビシリーズ、ビデオゲームなどでジャスミンの声を再び担当した。ジャスミンに声を吹き込んだ2人の女優として、ラーキンとサロンガは2011年に多くのディズニープリンセスの声優と並んでディズニー・レジェンドの称号を得た。サロンガは受賞スピーチのジョークとして、歌が下手だったことで自分に仕事の機会を提供してくれたラーキンに感謝の意を表した。サロンガはディズニーレジェンドを受賞した初のフィリピン人であり、彼女の手形はカリフォルニア州バーバンクのウォルト・ディズニー本社に刻まれている。
ジャスミンはアイコン的なキャラクターであり、多くのファンがいる。『ティーンヴォーグ』は「史上最高のディズニープリンセス10人」としてジャスミンを取り上げた。BuzzFeed は「ディズニープリンセスの決定的ランキング」でジャスミンを2位にランク付けし、E! は4位にランク付けした。PureWow によると、ジャスミンは「家族によって無作為な求婚者と結婚させられることに反抗した」ため、5番目に最高のディズニープリンセスである。Seventeen は同様のカウントダウンでジャスミンを9位にランク付けした。著者ジェラニ・アダムス・ロサは「私たちがジャスミンで一番好きなのは、彼女とアラジンが交互にお互いを助け合うこと」と書いている。MTVの「史上最高のディズニープリンセスの最終ランキング」では、ジャスミンは10位に終わった。ジャスミンは『リファインリー29』の読者から351票を獲得し、8番目の最高のディズニープリンセスに選ばれた。Seventeen はジャスミンを最もセクシーなディズニープリンセスにランク付けし、1992年に多くの少年を性に目覚めさせたと評価している。『コンプレックス』は「史上最もセクシーなアニメ女性25人」の記事でジャスミンを2位にランク付けし、髪と目を称賛している。スクリーン・ラントはジャスミンを史上最高のアニメ映画キャラクターの14位にランク付けし、「私たちがそうなりたいと憧れるクールなアイドル」と評し、「プリンセス・ジャスミンがいなければ、『アラジン』はまったく別の映画になってしまっただろう」と結論付けている。Cosmopolitan はジャスミンの特徴的な青い衣装を「史上最高のディズニープリンセスの衣装37選」のランキングで8位にランク付けし、「広い宝石の付いたヘッドバンド、ステートメントイヤリング、重いネックレスを一度に身に着けても圧倒されることなく着こなしている」と称賛している。